# Jorgos Aftias
Jeorjos (Jorgos) Aftias (gr. Γεώργιος (Γιώργος) Αυτιάς; ur. 25 lipca 1956 w Atenach) – grecki dziennikarz, prezenter telewizyjny i polityk, poseł do Parlamentu Europejskiego X kadencji.

## Życiorys
Absolwent Uniwersytetu Narodowego im. Kapodistriasa w Atenach, na którym studiował prawo publiczne i nauki polityczne. Kształcił się również w zakresie dziennikarstwa i ekonomii w Belgii. Zawodowo związany z dziennikarstwem, pracował m.in. w stacjach telewizyjnych ANT1 i Alpha TV. Od 2012 prowadził programy na antenie telewizji Skai TV. Zajmował się też dziennikarstwem prasowym, publikując głównie w magazynach ekonomicznych.
W 2000 otrzymał tytuł „dziennikarza roku” przyznany przez grecką fundację Idrima Botsi, w 2005 został nagrodzony przez Stowarzyszenie Dziennikarzy Europejskich.
W wyborach w 2024 z listy Nowej Demokracji uzyskał mandat posła do Parlamentu Europejskiego X kadencji.